# Проект Зета
„Проект Зета“ (на английски: The Zeta Project) e американски научнофантастичен анимационен сериал, създаден от Робърт Гудмън и продуциран от Warner Bros. Animation. Той е спиноф на „Батман от бъдещето“ и е част от Анимационната вселена на ДиСи.

## „Проект Зета“ в България
В България сериалът започва на 17 януари 2013 г. от 08:30 с един епизод, а разписанието му е всеки делник по програма от 06:50 по три повторения, последвани от три премиерни епизода и в събота от 06:00 по три повторения. Последният епизод се излъчва на 30 януари. Ролите се озвучават от артистите Златина Тасева, Елисавета Господинова, Светломир Радев, Петър Бонев и Радослав Рачев.